# Vester Palsgaard Skovmuseum
Vester Palsgaard Skovmuseum var en del af Museum Midtjylland - museet viste hvordan livet i skoven tidligere var i Midtjylland. Og hvordan området udvikledes fra hede til skovplantager.
Vester Palsgaard Skovmuseum ligger i en gammel skovridergård fra 1804 midt i skoven – og lige ved Hærvejen. På gårdspladsen findes en vildtbaneafmærkning. Vildtbanestenen blev stjålet sommeren 2024.
Vester Palsgaard Skovmuseum er lukket permanent fra 2023.

## Ekstern henvisning
- Museum Midtjylland

55°59′58.36″N 9°24′18.31″Ø / 55.9995444°N 9.4050861°Ø